# Uniwersytet Niccolò Cusano
Uniwersytet Niccolò Cusano (Università degli Studi Niccolò Cusano, Unicusano) – prywatny uniwersytet założony w 2006 roku w Rzymie przez włoskiego biznesmena Stefano Bandecchiego.

## Kampus
Uczelnia posiada kampus zlokalizowany przy Via Don Carlo Gnocchi 3 w Rzymie.

## Wydziały
- Wydział Ekonomii
- Wydział Prawa
- Wydział Nauk Politycznych
- Wydział Literatury

## Rektorzy
- Sebastiano Scarcella (2006-2010)
- Giovanni Puoti (2010-2013)
- Fabio Fortuna (od listopada 2013)